# Opera kosmiczna

Fanart inspirowany Gwiezdnymi wojnami

Opera kosmiczna, space opera – podgatunek fantastyki naukowej koncentrujący się wokół romantycznych przygód, podróży międzygwiezdnych i kosmicznych bitew, w którym głównymi wątkami są konflikt międzyplanetarny i osobiste przeżycia bohaterów. Często, jawnie lub niejawnie, wykorzystuje elementy konwencji fantasy oraz baśniowe.
Określenie space opera pojawiło się jako odpowiednik soap opera (opera mydlana) i z początku miało wyraźnie negatywny odcień. Utworzył je w 1941 Wilson Tucker, używając go w jedenastym numerze fanzinu Le Zombie. Z czasem pojęcie to upowszechniło się wśród twórców i odbiorców fantastyki, a jego negatywne konotacje zanikły.
W latach 90. wykształcił się nurt nazywany nową operą kosmiczną (ang. new space opera). W przeciwieństwie do starej opery kosmicznej Alastair Reynolds, Paul J. McAuley i inni twórcy nie wykorzystywali w swoich utworach elementów nadnaturalnych, starając się zachować zgodność z nauką (hard science fiction) przy jednoczesnym nierezygnowaniu z ogromnej, międzygwiezdnej skali swoich utworów.

## Przykłady utworów

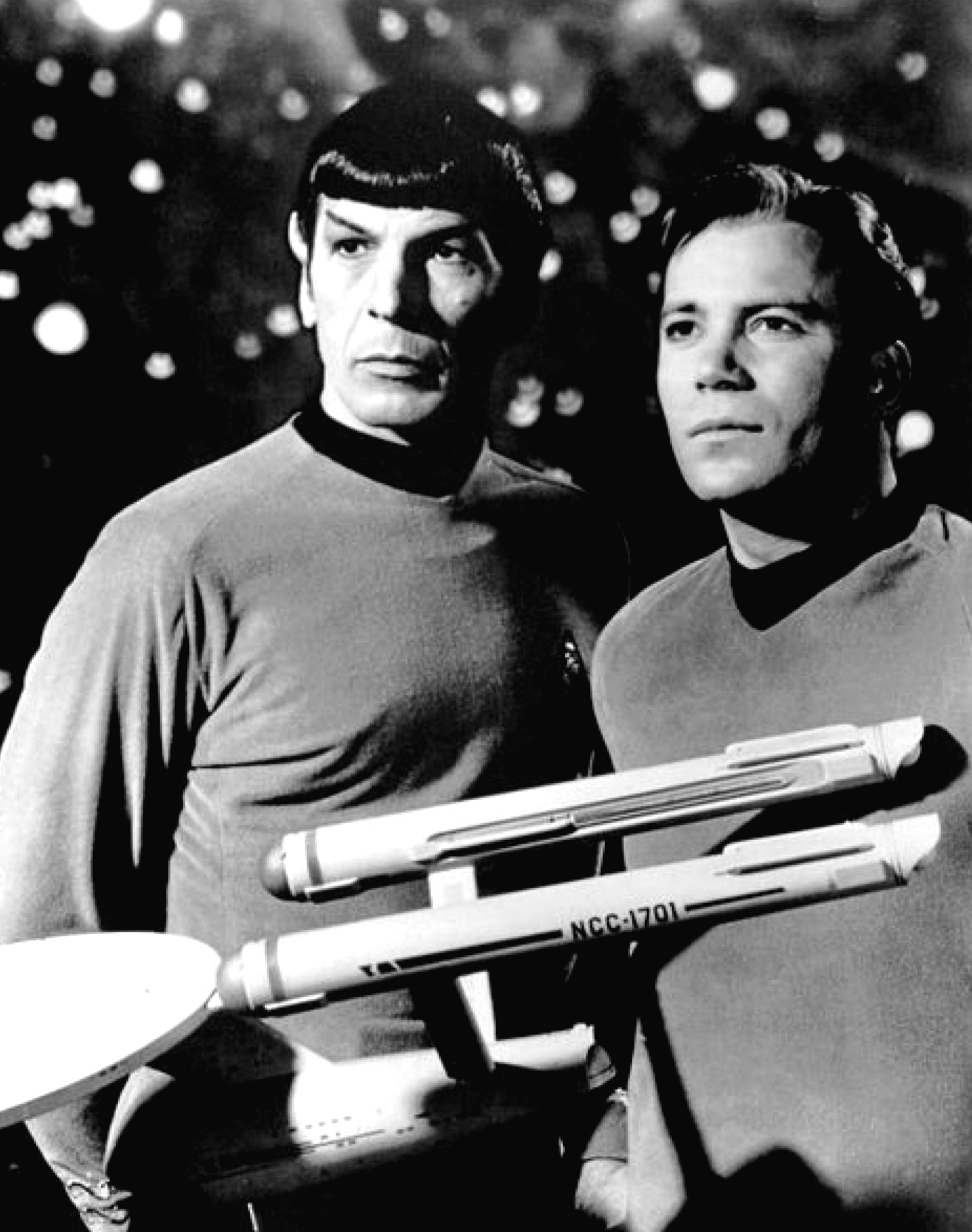
Bohaterowie Star Treka

Jako utwory z gatunku opery kosmicznej bywają wymieniane:

### Filmy i seriale
- Babilon 5
- Gwiezdne wojny
- Star Trek
- Kosmos 1999
- Ucieczka w kosmos
- Battlestar Galactica
- Macross
- Legend of the Galactic Heroes
- Gwiezdne wrota: Wszechświat
- Strażnicy Galaktyki
- Jupiter: Intronizacja
- Firefly
- The Expanse
- Dark Matter
- Killjoys
- Andromeda

### Powieści
- Gwiazdy moim przeznaczeniem Alfreda Bestera
- Misja międzyplanetarna A.E. van Vogta
- Kawaleria kosmosu Roberta Heinleina
- Ludzie jak bogowie Siergieja Sniegowa
- cykl Saga Vorkosiganów Lois McMaster Bujold
- cykl Honorverse Davida Webera
- cykl Zaginiona flota Johna Hemry’ego

Elementy opery kosmicznej mają także cykle: Fundacja Isaaca Asimova, Diuna Franka Herberta, trylogia Dysfunkcja rzeczywistości Petera F. Hamiltona.

### Komiksy
- Schlock Mercenary – komiks internetowy Howarda Tylera

### Gry komputerowe
- seria Mass Effect
- seria Halo
- seria Killzone
- seria Starcraft
- seria Ratchet & Clank

### Opera kosmiczna w Polsce
- Kolory sztandarów i Schwytany w światła – dylogia Tomasza Kołodziejczaka
- Gwiezdne szczenię Jacka Izworskiego
- Battle dust – opowiadanie Andrzeja Sapkowskiego (rzekomy fragment opery kosmicznej)
- Głębia – cykl Marcina Podlewskiego